# 石川県獣医師会
公益社団法人石川県獣医師会（こうえきしゃだんほうじんいしかわけんじゅういしかい 英称 Ishikawa Veterinary Medical Association）は、石川県の獣医師を会員とする公益社団法人。

## 本部所在地
〒920-3101 石川県金沢市才田町戊324-2 石川県南部家畜保健衛生所内

## 業務内容
- 獣医師会員の学術技能向上のための研修会・講習会事業等の実施
- 石川県との動物に関する連携事業
- 疾病している野鳥の保護・救護
- 県内各学校で飼われている動物の飼育指導
- 県内各市町村との連携事業
- 狂犬病の予防接種・防止活動